# Primera División (Chile) 2025
Die Primera División 2025, auch unter dem Namen Campeonato Itaú 2025 bekannt, ist die 109. Saison der Primera División, der höchsten Spielklasse im Fußball in Chile. Die Saison beginnt am 14. Februar und endet am 7. Dezember 2025.
Als Titelverteidiger ging der CSD Colo-Colo in die Saison.

## Modus
Seit 2017 wird die Meisterschaft wieder in Hin- und Rückrunde unterteilt. Das Meisterschaftsjahr entspricht dem Kalenderjahr. Alle 16 Vereine der Primera División treffen anhand eines vor der Saison festgelegten Spielplans zweimal aufeinander; je einmal im eigenen Stadion und einmal im Stadion des Gegners.
Für die Gruppenphase der Copa Libertadores 2026 qualifizieren sich Meister und Vizemeister. Der Tabellendritte und der Pokalsieger 2025 qualifizieren sich für die zweite Runde der Copa Libertadores. Die Mannschaften auf den Plätzen vier bis sieben nehmen an der Copa Sudamericana 2026 teil.
Die beiden Teams auf den letzten beiden Plätzen steigen in die 2. Liga, die Primera B, ab.

## Teilnehmer
Die Absteiger der Vorsaison CD Cobreloa und Deportes Copiapó wurden durch den Zweitligameister Deportes La Serena und Play-off-Sieger Deportes Limache ersetzt. Folgende Vereine nahmen an der Meisterschaft 2025 teil:
|  | Mannschaft              | Stadt             | Stadion                                 | Kapazität |
|  | ----------------------- | ----------------- | --------------------------------------- | --------- |
|  | Audax Italiano          | Santiago de Chile | Estadio Bicentenario de La Florida      | 12.000    |
|  | Cobresal                | El Salvador       | Estadio El Cobre                        | 20.752    |
|  | Colo-Colo               | Santiago de Chile | Estadio Monumental                      | 47.347    |
|  | Coquimbo Unido          | Coquimbo          | Estadio Francisco Sánchez Rumoroso      | 18.000    |
|  | Deportes La Serena      | La Serena         | Estadio La Portada                      | 18.500    |
|  | Deportes Limache        | Limache           | Estadio Municipal Nicolás Chahuán Nazar | 9.200     |
|  | Everton de Viña del Mar | Viña del Mar      | Estadio Sausalito                       | 23.423    |
|  | Huachipato              | Talcahuano        | Estadio Huachipato-CAP Acero            | 10.500    |
|  | O’Higgins               | Rancagua          | Estadio El Teniente                     | 13.849    |
|  | Deportes Iquique        | Iquique           | Estadio Tierra de Campeones             | 12.000    |
|  | Ñublense                | Chillán           | Estadio Nelson Oyarzún                  | 12.000    |
|  | Palestino               | Santiago de Chile | Estadio Municipal de La Cisterna        | 12.000    |
|  | Unión Española          | Santiago de Chile | Estadio Santa Laura                     | 22.000    |
|  | Unión La Calera         | La Calera         | Estadio Municipal Nicolás Chahuán Nazar | 9.200     |
|  | Universidad Católica    | Santiago de Chile | Estadio San Carlos de Apoquindo         | 14.000    |
|  | Universidad de Chile    | Santiago de Chile | Estadio Nacional de Chile               | 49.000    |

## Tabelle
| Pl.               | Verein                   | Sp. | S | U | N | Tore    | Diff. | Punkte |
| ----------------- | ------------------------ | --- | - | - | - | ------- | ----- | ------ |
| 1.                | CSD Colo-Colo (M)        | 0   | 0 | 0 | 0 | 000:000 | ±0    | 0      |
| 2.                | Universidad de Chile (P) | 0   | 0 | 0 | 0 | 000:000 | ±0    | 0      |
| 3.                | Deportes Iquique         | 0   | 0 | 0 | 0 | 000:000 | ±0    | 0      |
| 4.                | CD Palestino             | 0   | 0 | 0 | 0 | 000:000 | ±0    | 0      |
| 5.                | Universidad Católica     | 0   | 0 | 0 | 0 | 000:000 | ±0    | 0      |
| 6.                | Unión Española           | 0   | 0 | 0 | 0 | 000:000 | ±0    | 0      |
| 7.                | Everton de Viña del Mar  | 0   | 0 | 0 | 0 | 000:000 | ±0    | 0      |
| 8.                | Coquimbo Unido           | 0   | 0 | 0 | 0 | 000:000 | ±0    | 0      |
| 9.                | Ñublense                 | 0   | 0 | 0 | 0 | 000:000 | ±0    | 0      |
| 10.               | Audax Italiano           | 0   | 0 | 0 | 0 | 000:000 | ±0    | 0      |
| 11.               | Unión La Calera          | 0   | 0 | 0 | 0 | 000:000 | ±0    | 0      |
| 12.               | CD Huachipato            | 0   | 0 | 0 | 0 | 000:000 | ±0    | 0      |
| 13.               | CD Cobresal              | 0   | 0 | 0 | 0 | 000:000 | ±0    | 0      |
| 14.               | CD O’Higgins             | 0   | 0 | 0 | 0 | 000:000 | ±0    | 0      |
| 15.               | Deportes La Serena (N)   | 0   | 0 | 0 | 0 | 000:000 | ±0    | 0      |
| 16.               | Deportes Limache (N)     | 0   | 0 | 0 | 0 | 000:000 | ±0    | 0      |
| Stand: Saisonende |                          |     |   |   |   |         |       |        |

| (M) | Vorjahresmeister     |
| (P) | Vorjahrespokalsieger |
| (N) | Aufsteiger           |